# Beata longipes
Beata longipes là một loài nhện trong họ Salticidae.
Loài này thuộc chi Beata. Beata longipes được Frederick Octavius Pickard-Cambridge miêu tả năm 1901.